# Franz Riel
Franz Riel (* 6. Oktober 1895 in Horn; † 4. Juli 1952 in Krems an der Donau) war ein österreichischer Politiker (ÖVP) und Rechtsanwalt. Riel war von 1945 bis 1949 Abgeordneter zum Landtag von Niederösterreich.
Riel besuchte das Gymnasium und leistete während des Ersten Weltkriegs seinen Militärdienst ab. Er studierte in der Folge Geschichte und Geographie an der Universität Wien und später Rechtswissenschaften, wobei er zum Dr. phil und Dr. jur. promovierte. Er war ab 1932 als selbständiger Rechtsanwalt tätig und lebte in Krems an der Donau, wobei er von 1935 bis 1938 Mitglied des Gemeinderats war und zwischen 1945 und 1950 als Bürgermeister in Krems wirkte. Riel vertrat zudem die ÖVP vom 12. Dezember 1945 bis zum 5. November 1949 im Niederösterreichischen Landtag. 